# Presentación de Jesús en el Templo

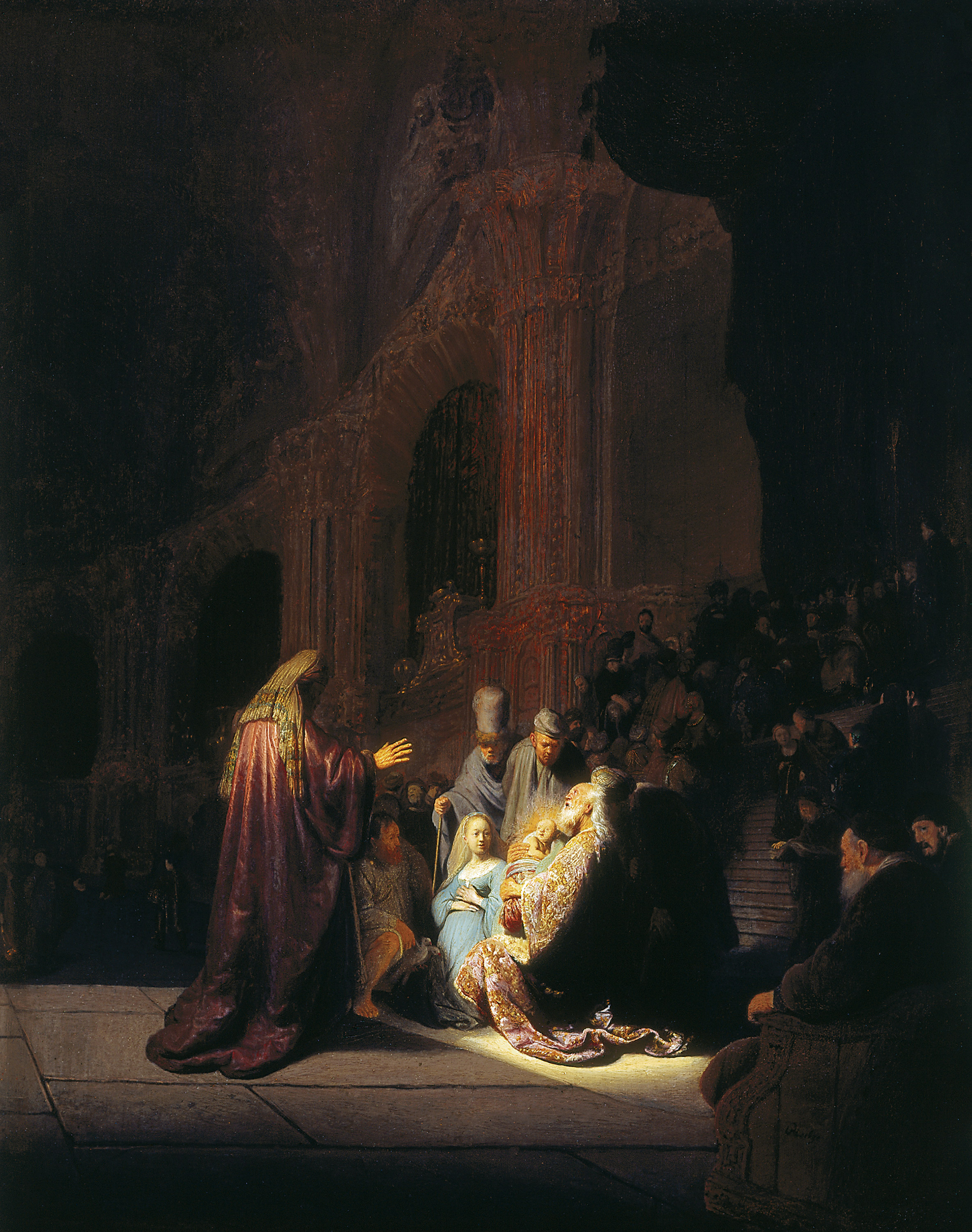
Simeón recibe a Jesús en el templo. Óleo de Rembrandt.

Presentación de Jesús en el Templo es la denominación convencional de un episodio evangélico y un tema iconográfico relativamente frecuente en el arte cristiano. Se refiere a la presentación de Jesucristo por sus padres, en el Templo de Jerusalén. Está narrado por Lucas el Evangelista en el Nuevo Testamento (Lucas 2,22-40). Tratamiento diferenciado, tanto en el arte como en el calendario litúrgico o santoral, tiene una escena previa: la circuncisión de Jesús, operación ritual prescrita en la religión judía, y que se le hizo a Jesús a los ocho días de nacer (se celebra el 1 de enero). La presentación tuvo lugar posteriormente cuando se cumplieron los días de la purificación.
La fiesta de la Presentación se celebra el día dos de febrero. Por asociación de actos y de simbolismos se celebra el mismo día la Purificación de la Virgen, llamada también fiesta de las Candelas o de la Virgen de Candelaria. La iglesia bizantina la convirtió en una celebración solemne muy importante.
En el cristianismo occidental, la Fiesta de la Presentación del Señor también se conoce por su nombre anterior de Fiesta de la Purificación de la Virgen, del Encuentro del Señor o de la  Presentación del Señor y purificación de María.  En algunos calendarios litúrgicos, las Vísperas (o Completas) de la Fiesta de la Presentación marcan el final del tiempo de la Epifanía, también (desde el leccionario de 2018) en la Evangelische Kirche in Deutschland (EKD).  En la Iglesia de Inglaterra, iglesia madre de la Comunión Anglicana, la Presentación de Cristo en el Templo es una Fiesta Principal que se celebra el 2 de febrero o el domingo entre el 28 de enero y el 3 de febrero. En la Iglesia católica , especialmente desde la época del Papa Gelasio I (492-496), que en el siglo V contribuyó a su expansión, la Fiesta de la Presentación se celebra el 2 de febrero. 
En el Rito Romano de la Iglesia católica, la Comunión Anglicana y la Iglesia luterana, el episodio se reflejaba también en la costumbre, antaño muy extendida, de religar a las mujeres cuarenta días después del nacimiento de un niño. En el rito romano, la fiesta de la Presesentación del Señor está unida también a la Jornada Mundial de la Vida consagrada.

## Textos bíblicos
María y José llevaron a Jesús al Templo y según la costumbre, ofrecieron como sacrificio dos tórtolas
- Evangelio de Lucas

 Y cumplidos los días de su purificación según la Ley de Moisés, lo llevaron a Jerusalén para presentarlo al Señor, como está mandado en la Ley del Señor: Todo varón primogénito será consagrado al Señor; y para presentar como ofrenda un par de tórtolas o dos pichones, según lo mandado en la Ley del Señor. (Lucas 2:22)

En el templo se encontraba Simeón que tenía fama de ser un hombre justo. Al verlos tuvo la convicción de que actuaba impulsado por el Espíritu, le tomó en brazos y bendijo a Dios diciendo el Nunc dimittis. Las escrituras lo narran así:

 Y los bendijo Simeón, y dijo a su madre María: He aquí, éste es puesto para caída y para levantamiento de muchos en Israel;. (Lucas 2:34)

La profetisa Ana vivía en el templo y al presenciar aquellos acontecimientos comenzó a hablar del Niño a todo aquel que esperaba la redención de Jerusalén:

 Estaba también allí Ana, profetisa, hija de Phanuel, de la tribu de Aser; la cual había venido en grande edad, y había vivido con su marido siete años desde su virginidad. Y ésta, sobreviniendo en la misma hora, juntamente confesaba al Señor, y hablaba de Él á todos los que esperaban la redención en Jerusalén. (Lucas 2:36-46)

## Interpretación de la Iglesia católica
Con la finalidad de cumplir las dos normas que mandaba la ley de Moisés, la Sagrada Familia fue a Jerusalén: para purificar a la madre  y el rescate del primogénito  Aprovechando este suceso se manifiesta Jesús a Israel: «La Presentación de Jesús en el Templo lo muestra como el Primogénito que pertenece al Señor».
En el contexto de la Presentación de Jesús en el Templo, María y José llevan a Jesús al Templo para cumplir con estas prescripciones. Aunque Jesús, como Hijo de Dios, no estaba sujeto a estas normas, la Sagrada Familia observa las prácticas rituales como una expresión de obediencia a la ley.
Simeón y Ana, representando al pueblo fiel de Israel, reconocen en Jesús la realización de las esperanzas y expectativas mesiánicas. Este evento subraya la conexión entre el Antiguo y el Nuevo Testamento, mostrando cómo las profecías y leyes del Antiguo Testamento encuentran su cumplimiento en la persona de Jesucristo. 
El pasaje hace referencia a las prácticas rituales asociadas con el rescate del primogénito y la purificación de la mujer después del parto, conforme a las leyes establecidas en el 
Según la ley, el rescate del primogénito se realizaba al cabo de un mes del nacimiento, y se ofrecían cinco siclos como parte de este acto de redención. Esta práctica simbolizaba el reconocimiento de que todos los primogénitos pertenecían al Señor y debían ser rescatados.
Además, la mujer que daba a luz a un varón quedaba ritualmente impura y debía cumplir con el rito de purificación al cabo de cuarenta días. Durante este tiempo, la madre presentaba una ofrenda en el Templo, que consistía en una res menor, o, en el caso de aquellas que eran pobres, un par de tórtolas o dos pichones. Esta ofrenda simbolizaba la purificación de la madre después del parto y su dedicación a Dios.
En el contexto de la Presentación de Jesús en el Templo, María y José cumplen con estas prácticas rituales, aunque, como se menciona en el texto anterior, Jesús, como Hijo de Dios, no estaba sujeto a la necesidad de rescate, y María, como Virgen, no estaba impura de la misma manera que otras mujeres. Esto subraya el cumplimiento de la ley por parte de la Sagrada Familia y establece un enlace entre las antiguas tradiciones judías y el cumplimiento mesiánico en Jesucristo.
El pasaje destaca la figura de Simeón como alguien inspirado y guiado por el Espíritu Santo. Sus palabras revelan la comprensión profunda de la identidad y la misión de Jesús. Algunos de los aspectos clave que menciona Simeón son:
- Reconocimiento de Jesús como el Mesías esperado: Simeón identifica a Jesús como el Mesías, la figura esperada y anhelada en la tradición judía. Lo describe como la “gloria de Israel”, lo que resalta su importancia y significado para el pueblo de Israel.

- Luz y salvación para todos los hombres: Simeón va más allá de la concepción tradicional del Mesías como alguien destinado solo para Israel. Él reconoce a Jesús como “luz y salvación” para todos los hombres, indicando que la misión de Jesús tiene un alcance universal.

- Ruina y resurrección de Israel: Simeón profetiza que en el plan de Dios, Jesús será tanto ruina resurrección para Israel. Esto sugiere que la venida de Jesús traerá cambios y desafíos significativos para el pueblo judío, pero también la posibilidad de una renovación espiritual y resurrección.

- Signo de contradicción: Simeón describe la misión de Jesús como un “signo de contradicción” en el que algunos tropezarán. Esto implica que la presencia y enseñanzas de Jesús generarán desacuerdo y conflicto, lo cual es una predicción de los desafíos que enfrentará durante su ministerio terrenal.

- La espada de dolor predicha a María: Simeón utiliza la metáfora de una “espada de dolor” para describir el sufrimiento que María experimentará. Esta profecía anticipa la dolorosa experiencia de María al presenciar el sufrimiento y la crucifixión de su Hijo. La referencia a la “oblación perfecta y única” señala claramente hacia la crucifixión de Jesús en la cruz como el medio de salvación preparado por Dios para todos los pueblos.[8]

Como Simeón de dirigirse a María, da a entender que la Virgen participará en el sacrificio de Cristo: «El anuncio de Simeón parece como un segundo anuncio a María, dado que le indica la concreta dimensión histórica en la cual el Hijo cumplirá su misión, es decir en la incomprensión y en el dolor. Si por un lado, este anuncio confirma su fe en el cumplimiento de las promesas divinas de la salvación, por otro, le revela también que deberá vivir en el sufrimiento su obediencia de fe al lado del Salvador que sufre, y que su maternidad será oscura y dolorosa»  
El testimonio de Ana, tal como se describe, refleja una semejanza significativa con el de Simeón. Ambos son presentados como figuras piadosas movidas por el Espíritu Santo y expresan expectativas y anhelos relacionados con la venida del Mesías.
- Consolación de Israel y Redención de Jerusalén: Mientras Simeón espera la consolación de Israel, Ana espera la redención de Jerusalén. Estos términos sugieren una esperanza común de liberación y restauración para el pueblo de Dios. Ambos personajes representan la larga espera y anhelo del pueblo judío por el cumplimiento de las promesas mesiánicas.

- Tres clases de testigos: El texto destaca que el nacimiento de Cristo ha sido manifestado por tres clases de testigos, cada uno de los cuales ofrece una perspectiva única. Los ángeles anuncian el evento, los pastores dan testimonio después de recibir la aparición de los ángeles, y Simeón y Ana, guiados por el Espíritu Santo, ofrecen su testimonio en el Templo.

- Instrumentos del Espíritu Santo: Simeón y Ana son presentados como personas que, al perseverar en la piedad y el servicio a Dios, se convierten en instrumentos aptos del Espíritu Santo. Esto destaca la importancia de la sensibilidad espiritual y la devoción en la comprensión y reconocimiento de la obra de Dios.

- La inclusión de estos diversos testigos enfatiza la importancia y universalidad del evento del nacimiento de Jesucristo. Cada testigo, desde los ángeles hasta Simeón y Ana, aporta una perspectiva única y contribuye a la comprensión más completa de la significativa llegada del Mesías. Además, la mención de la obra del Espíritu Santo subraya la guía divina en la revelación y reconocimiento de Jesucristo.[16]

## Celebración litúrgica

### Nombre de la celebración
Además de ser conocida como la Fiesta de la Presentación de Jesús en el Templo, otros nombres tradicionales incluyen la Candelaria, la Fiesta de la Purificación de la Virgen, y el Encuentro del Señor.
La fecha de la Candelaria viene establecida por la fecha fijada para la Natividad de Jesús, ya que ésta se produce cuarenta días después. Según la ley mosaica que se encuentra en la Torá, una madre que había dado a luz a un varón era considerada impura durante siete días; además debía permanecer durante tres y treinta días "en la sangre de su purificación." La Candelaria corresponde, pues, al día en que María, según la ley judía, debería haber asistido a una ceremonia de purificación ritual (12:2–8). El Evangelio de Lucas 2:22-39 relata que María fue purificada según la ley religiosa, seguida de la presentación de Jesús en el templo de Jerusalén, y esto explica los nombres formales que se dan a la fiesta, así como que caiga 40 días después de la Natividad.
En la Iglesia Católica Romana, se conoce como la Presentación del Señor en los libros litúrgicos publicados por primera vez por Pablo VI, y como la Purificación de la Santísima Virgen María en la Misa Tridentina. En la Iglesia ortodoxa  y las iglesias greco-católicas (Iglesias Católicas Orientales que utilizan el rito bizantino), se conoce como la Fiesta de la Presentación de Nuestro Señor, Dios y Salvador Jesucristo en el Templo o como El Encuentro de Nuestro Señor, Dios y Salvador Jesucristo.
En las iglesias de la Comunión Anglicana, se conoce con varios nombres, entre ellos La Presentación de Nuestro Señor Jesucristo en el Templo (Candelaria) ( Iglesia Episcopal), La Presentación de Cristo en el Templo y la Purificación de la Santísima Virgen María (Iglesia Anglicana de Canadá), La Presentación de Cristo en el Templo (Candelaria) (Iglesia de Inglaterra), y La Presentación de Cristo en el Templo (Iglesia Anglicana de Australia).
Se conoce como la Presentación de Nuestro Señor en la Iglesia Evangélica Luterana en América. La Iglesia luterana Sínodo de Misuri celebra el 2 de febrero como la Purificación de María y la Presentación de Nuestro Señor. En algunas iglesias Protestantes, la fiesta se conoce como el Nombramiento de Jesús (aunque históricamente habría sido nombrado el octavo día después de la Natividad, cuando fue circuncidado).
Candelaria es un nombre noreuropeo para la fiesta debido a la procesión con velas encendidas en la misa de este día, que refleja la proclamación de Simeón de "una luz para la revelación a los gentiles", que, a su vez, se hace eco de Isaías 49:6 en el segundo de los oráculos del "siervo del Señor".

### Prácticas
Tradicionalmente, la Candelaria había sido la última fiesta del año cristiano que se fechaba por referencia a la Navidad. Es otra fiesta de tipo "epifanía", ya que Jesús es revelado como mesías por el cántico de Simeón y la profetisa Ana. También encaja en este tema, como la manifestación más temprana de Jesús dentro de la casa de su Padre celestial. Las fiestas movibles posteriores se calculan con referencia a la Pascua.

#### Cristianismo occidental
Tradicionalmente, el término occidental "Candelaria" (o Misa de las Velas) se refería a la práctica por la que un sacerdote bendecía el 2 de febrero velas de cera de abeja. [para su uso durante todo el año, algunas de las cuales se distribuían a los fieles para su uso en el hogar. En Polonia la fiesta se llama Święto Matki Bożej Gromnicznej (Fiesta de Nuestra Señora de las velas de trueno). Este nombre hace referencia a las velas que se bendicen en este día, llamadas gromnice, ya que estas velas se encienden durante las tormentas (de truenos) y se colocan en las ventanas para ahuyentar las tormentas.

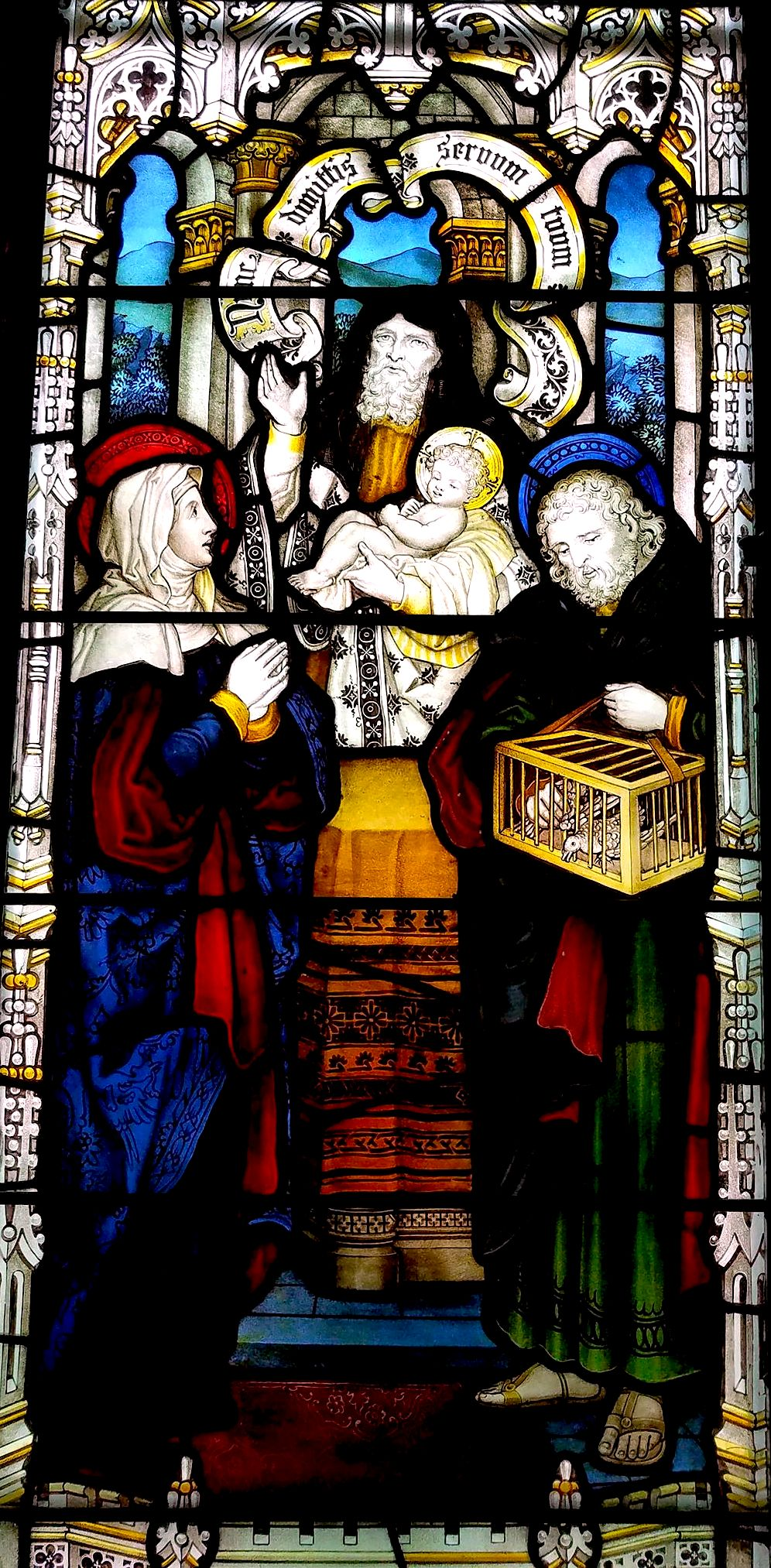
Presentación de Jesús, mostrando (I a D) María, Simeón (sosteniendo a Jesús), y José con palomas como sacrificio en el Templo, vidriera c. 1896, Iglesia del Buen Pastor (Rosemont, Pensilvania)

Desde la revisión litúrgica del Concilio Vaticano II, la Iglesia Católica Romana se refiere a esta fiesta como la Fiesta de la Presentación del Señor, haciendo menos hincapié en las velas y la purificación de María en favor de la Profecía de Simeón el Justo. El Papa Juan Pablo II relacionó la fiesta con la renovación de los votos religiosos. En la Iglesia Católica Romana, la Presentación de Jesús en el Templo es el cuarto Misterio Gozoso del Rosario.
En la Liturgia de las Horas, la antífona mariana Alma Redemptoris Mater se utiliza desde el Adviento hasta el 2 de febrero, después de lo cual Ave Regina Caelorum se utiliza hasta el Viernes Santo.

#### Cristianismo oriental
En el Tradición bizantina practicado por los ortodoxos orientales, el Encuentro del Señor es único entre las Grandes fiestas, ya que combina elementos tanto de una Gran Fiesta del Señor como de una Gran Fiesta de la Theotokos (Madre de Dios). Tiene una fiesta anterior de un día y una fiesta posterior de siete días. Sin embargo, si la fiesta cae durante la Semana del Queso o la Gran Cuaresma, la fiesta posterior se acorta o se elimina por completo.
La fiesta se celebra con una vigilia nocturna en la víspera de la fiesta, y una celebración de la Divina Liturgia a la mañana siguiente, en la que se bendicen las velas de cera de abeja. Esta bendición tiene lugar tradicionalmente después de las Horas Pequeñas y antes del comienzo de la Divina Liturgia (aunque en algunos lugares se hace después). El sacerdote lee cuatro oraciones, y luego una quinta durante la cual todos los presentes inclinan la cabeza ante Dios. A continuación incicensa las velas y las bendice con agua bendita. A continuación se distribuyen las velas al pueblo y comienza la Liturgia.
A raíz de los acontecimientos bíblicos relatados en el segundo capítulo de Lucas, la Eucaristía de las mujeres comenzó a practicarse tanto en el cristianismo oriental como en el occidental. El uso se ha extinguido en Occidente, excepto entre la Ortodoxia de rito occidental, muy ocasionalmente entre los Anglicanos y los Católicos Tradicionalistas, pero el ritual aún se practica en la Iglesia Ortodoxa. Además, los bebés, tanto niños como niñas, son llevados a la Iglesia el cuadragésimo día después de su nacimiento en recuerdo de la Theotokos y de José llevando al niño Jesús al Templo.
Algunos cristianos observan la práctica de dejar los adornos navideños hasta la Candelaria.

### Fechas

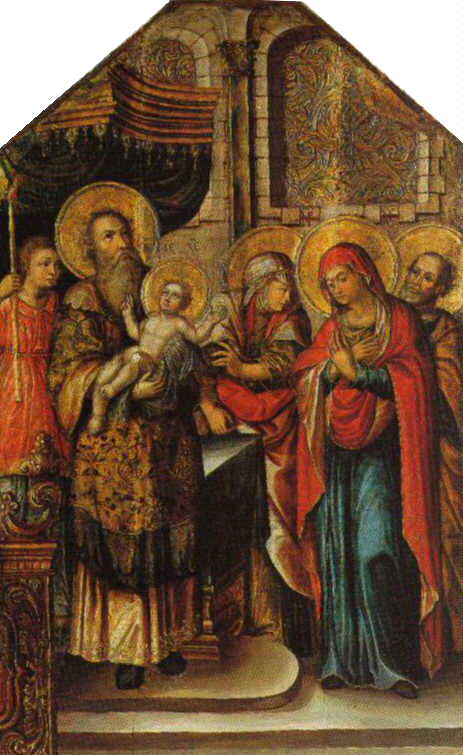
Encuentro del Señor, icono ortodoxo de Bielorrusia (1731)

En los calendarios litúrgicos orientales y occidentales, la Presentación del Señor cae el 2 de febrero, cuarenta días (inclusive) después de Navidad. En la Iglesia de Inglaterra puede celebrarse ese día o el domingo entre el 28 de enero y el 3 de febrero. Esta fiesta nunca cae en Cuaresma; lo más pronto que puede caer el Miércoles de ceniza es el 4 de febrero, para el caso de la Pascua el 22 de marzo en un año no bisiesto.  Sin embargo, en el rito tridentino, puede caer en el tiempo precuaresmal si la Pascua es lo suficientemente temprana, y el "Aleluya" debe omitirse de la liturgia de esta fiesta cuando esto ocurre.
En la Iglesia de Suecia y en la Iglesia evangélica luterana de Finlandia, la Candelaria se celebra (desde 1774) siempre en domingo, como muy pronto el 2 de febrero y como muy tarde el 8 de febrero, excepto si este domingo coincide con el último domingo antes de la Cuaresma, es decir, el Domingo de Carnaval o la Quinquagesima.en sueco: Fastlagssöndagen, en finés: Laskiaissunnuntai), en cuyo caso la Candelaria se celebra una semana antes.
En la Iglesia Apostólica Armenia, la Fiesta, llamada "La Venida del Hijo de Dios al Templo" (Tiarn'ndaraj, de Tyarn-, "el Señor", y -undarach "ir hacia adelante"), se celebra el 14 de febrero. Los armenios no celebran la Natividad el 25 de diciembre, sino el 6 de enero, por lo que su fecha de la fiesta es 40 días después: 14 de febrero. La noche anterior a la fiesta, los armenios suelen encender velas durante un oficio religioso vespertino, sacando la llama a la oscuridad (simbólicamente, llevando la luz al vacío) y llevándosela a casa para encender lámparas o encendiendo una hoguera en el patio de la iglesia.

## Historia
La Fiesta de la Presentación es una de las fiestas más antiguas de la Iglesia. Su celebración se remonta al siglo IV en Jerusalén.  Existen sermones sobre la Fiesta de los obispos Metodio de Patara († 312), Cirilo de Jerusalén († 360), Gregorio el Teólogo († 389), Anfiloquio de Iconio († 394), Gregorio de Nisa († 400), y Juan Crisóstomo († 407).
La referencia más antigua a ritos litúrgicos específicos en torno a la fiesta es de la intrépida Egeria, durante su peregrinación a Tierra Santa (381-384). Ella relató que el 14 de febrero era un día solemnemente celebrado en Jerusalén con una procesión a la Basílica de la Resurrección de Constantino I, con una homilía predicada sobre Lucas 2:22 (que aclara perfectamente la ocasión), y una Divina Liturgia. Este llamado Itinerarium Peregrinatio ("Itinerario de peregrinación") de Egeria no ofrece, sin embargo, un nombre específico para la Fiesta. La fecha del 14 de febrero indica que en Jerusalén, en aquella época, el nacimiento de Cristo se celebraba el 6 de enero, Epifanía. Egeria escribe para sus queridas compañeras monjas de casa:
XXVI. El cuadragésimo día después de la Epifanía se celebra aquí indudablemente con el mayor honor, pues ese día hay una procesión, en la que todos participan, en la Anástasis, y todas las cosas se hacen por su orden con la mayor alegría, igual que en Pascua. Todos los sacerdotes, y después de ellos el obispo, predican, tomando siempre como tema la parte del Evangelio en la que José y María llevaron al Señor al Templo el cuadragésimo día, y Simeón y Ana la profetisa, hija de Fanuel, lo vieron, tratando de las palabras que pronunciaron cuando vieron al Señor, y de la ofrenda que hicieron sus padres. Y cuando todo lo acostumbrado se ha hecho en orden, se celebra el sacramento, y tiene lugar la despedida.

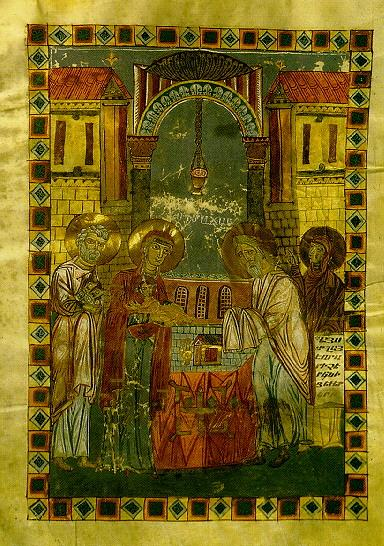
Una miniatura de Armenian que ilustra el tema (Evangelios de Mugni, c. 1060)

Alrededor del año 450 d. C. en Jerusalén, la gente comenzó la costumbre de sostener velas encendidas durante la Divina Liturgia de este día de fiesta. Originalmente, la fiesta era una celebración menor. Pero entonces, en 541, una terrible plaga estalló en Constantinopla, matando a miles de personas. El emperador Justiniano I, en consulta con el Patriarca de Constantinopla, ordenó un período de ayuno y oración en todo el Imperio. Y, en la Fiesta del Encuentro del Señor, organizó grandes procesiones por todas las ciudades y aldeas y un solemne servicio de oración (Litia) para pedir la liberación de los males, y la peste cesó. En agradecimiento, en 542 el emperador elevó la fiesta a una celebración más solemne y la estableció en todo el Imperio de Oriente.
En Roma, la fiesta aparece en el Sacramentario Gelasiano, una colección de manuscritos de los siglos VII y VIII asociada al papa Gelasio I. Allí lleva por primera vez el nuevo título de fiesta de la Purificación de la Bienaventurada Virgen María. Aunque tardía en el tiempo, la Candelaria sigue siendo la más antigua de todas las fiestas en honor de la Virgen María. La fecha de la fiesta en Roma era el 2 de febrero porque la fecha romana para la natividad de Cristo había sido el 25 de diciembre desde al menos principios del siglo IV.
Aunque los laicos modernos se imaginan la Candelaria como una fiesta importante durante toda la Edad Media en Europa, en realidad se extendió lentamente en Occidente; no se encuentra en el Leccionario de Silos (650) ni en el Calendario (731-741) de santa Genoveva de París.
El Benediccional de San Ethelwold, Obispo de Winchester, del siglo X, contiene una fórmula para bendecir las velas. La Candelaria llegó a ser lo suficientemente importante como para incluirse en el calendario secular. Era el día tradicional para sacar el ganado de los prados de heno y del campo que se iba a arar y sembrar esa primavera. Las referencias a este día son frecuentes en la literatura medieval tardía y moderna temprana; se dice que la obra de Shakespeare Noche de Reyes se estrenó el día de la Candelaria de 1602. Sigue siendo uno de los Trimestres escoceses, días en los que se pagan las deudas y se reúnen los tribunales.

### Relación con otras celebraciones
La Fiesta de la Presentación depende de la fecha de Navidad: Según el pasaje del Evangelio de Lucas (Lucas 2:22-40) que describe el acontecimiento en la vida de Jesús, la celebración de la Presentación del Señor tiene lugar 40 días después. La bendición de las velas en este día recuerda la referencia de Simeón al niño Jesús como la "luz para la revelación a los gentiles" (Lucas 2:32).
Paganos modernos creen que la Candelaria es una cristianización del festival Gaélico de Imbolc, que se celebraba en la Europa precristiana (y especialmente en las Celtic Nations) aproximadamente en la misma época del año. Imbolc se llama "día de  santa Brígida en Irlanda. Tanto la diosa Brígida como la santa cristiana Brígida -que fue abadesa de Kildare- están asociadas con las llamas sagradas, los pozos sagrados y los manantiales, la curación y la herrería. Brigid es virgen, pero también patrona de las comadronas. Sin embargo, una conexión con el politeísmo romano (más que con el celta o el germánico) es más plausible, ya que la fiesta se celebraba antes de cualquier intento serio de expandir el cristianismo a países no romanos.

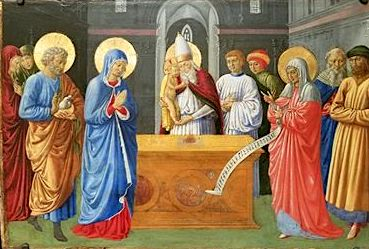
Presentación de Cristo en el Templo, Benozzo Gozzoli, 1460-1461 (Philadelphia Museum of Art)

En los hogares irlandeses, había muchos rituales que giraban en torno a dar la bienvenida a santa Brigids en el hogar. Algunos de los rituales y leyendas de Brígida se vincularon más tarde a Santa Brígida, que fue vista por el Cristianos celtas como la comadrona de Cristo y "María de los Gael". En Irlanda y Escocia es la "madre adoptiva de Jesús". La fecha exacta de la fiesta de Imbolc puede haber variado de un lugar a otro en función de la tradición local y el clima regional. Los paganos modernos[cita requerida] celebran Imbolc la víspera del 2 de febrero, en el punto medio astronómico, o en la luna llena más cercana al primer deshielo primaveral.
Frederick Holweck, escribiendo en la Catholic Encyclopædia se muestra tajante en su rechazo a este argumento: "La fiesta no fue ciertamente introducida por el Papa Gelasio para suprimir los excesos de la Lupercalia," (haciendo referencia a J.P. Migne, Missale Gothicum, 691) La 1911 Encyclopædia Britannica' está de acuerdo: la asociación con Gelasio "ha llevado a algunos a suponer que fue ordenada por el papa Gelasio I en 492 como contraatracción a la Lupercalia pagana; pero para esto no hay ninguna justificación. " Puesto que ambas fiestas tienen que ver con la purificación ritual de las mujeres, no todos los historiadores están convencidos de que la conexión sea pura coincidencia. Gelasio escribió ciertamente un tratado contra la Lupercalia, que todavía existe.
El Papa Inocencio XII creía que la Candelaria se creó como una alternativa al paganismo romano, como declaró en un sermón sobre el tema:
¿Por qué en esta fiesta llevamos velas? Porque los gentiles dedicaron el mes de febrero a los dioses infernales, y como a principios de él Plutón robó a Proserpina, y su madre Ceres la buscó por la noche con velas encendidas, así ellos, a principios de mes, paseaban por la ciudad con velas encendidas. Como los santos padres no pudieron extirpar la costumbre, ordenaron que los cristianos llevaran velas en honor de la Santísima Virgen; y así, lo que antes se hacía en honor de Ceres, ahora se hace en honor de la Santísima Virgen.
No hay pruebas contemporáneas que apoyen las nociones populares de que Gelasio abolió la Lupercalia, o que él, o cualquier otro prelado, la sustituyó por la Fiesta de la Purificación de la Santísima Virgen María.
En Armenia, las celebraciones de la Presentación han estado influidas por costumbres precristianas, como: el esparcimiento de cenizas por los agricultores en sus campos cada año para asegurar una mejor cosecha, el mantenimiento de cenizas en el tejado de una casa para alejar a los malos espíritus y la creencia de que las mujeres recién casadas necesitaban saltar sobre el fuego para purificarse antes de quedarse embarazadas. Los jóvenes también saltan sobre una hoguera.
La tradición de encender una vela en cada ventana no es el origen del nombre "Candelaria", que más bien hace referencia a una bendición de velas.
Al día siguiente de la Candelaria se celebra la fiesta de san Blas. Está relacionada con el rito de la Bendición de las Gargantas, que, para poder llegar a más gente, también se suele trasladar después de la Misa de la Presentación del Señor o incluso se imparte en ambas fiestas. Casualmente, la Bendición de las Gargantas se imparte con velas cruzadas.

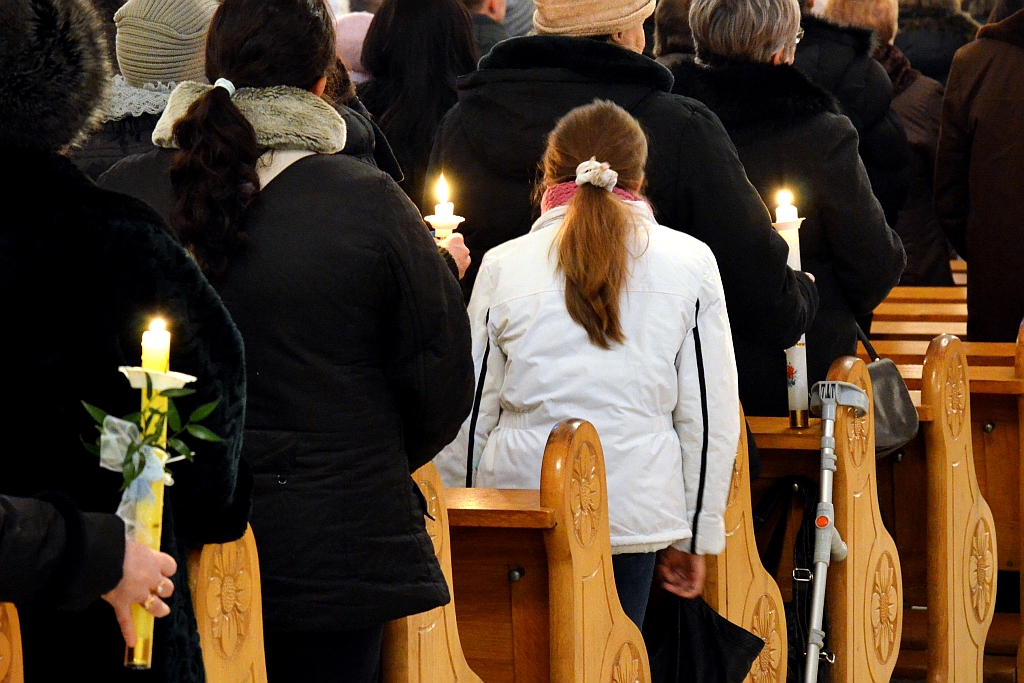
Candlelas el día de la Candelaria, Sanok 2013

## Representaciones en el arte
La primera vez que se trata este tema artísticamente es en el mosaico del arco triunfal de la iglesia de Santa María la Mayor de Roma, del siglo V donde figuran los cuatro protagonistas. Por lo general la escena es representada con María ofreciendo al Niño a Simeón, o Simeón con el Niño y María haciendo la ofrenda de las tórtolas. En algún rincón se encuentra casi siempre Ana la profetisa y a veces también José. El pintor holandés Rembrandt repitió este tema en varias ocasiones.

### Galería

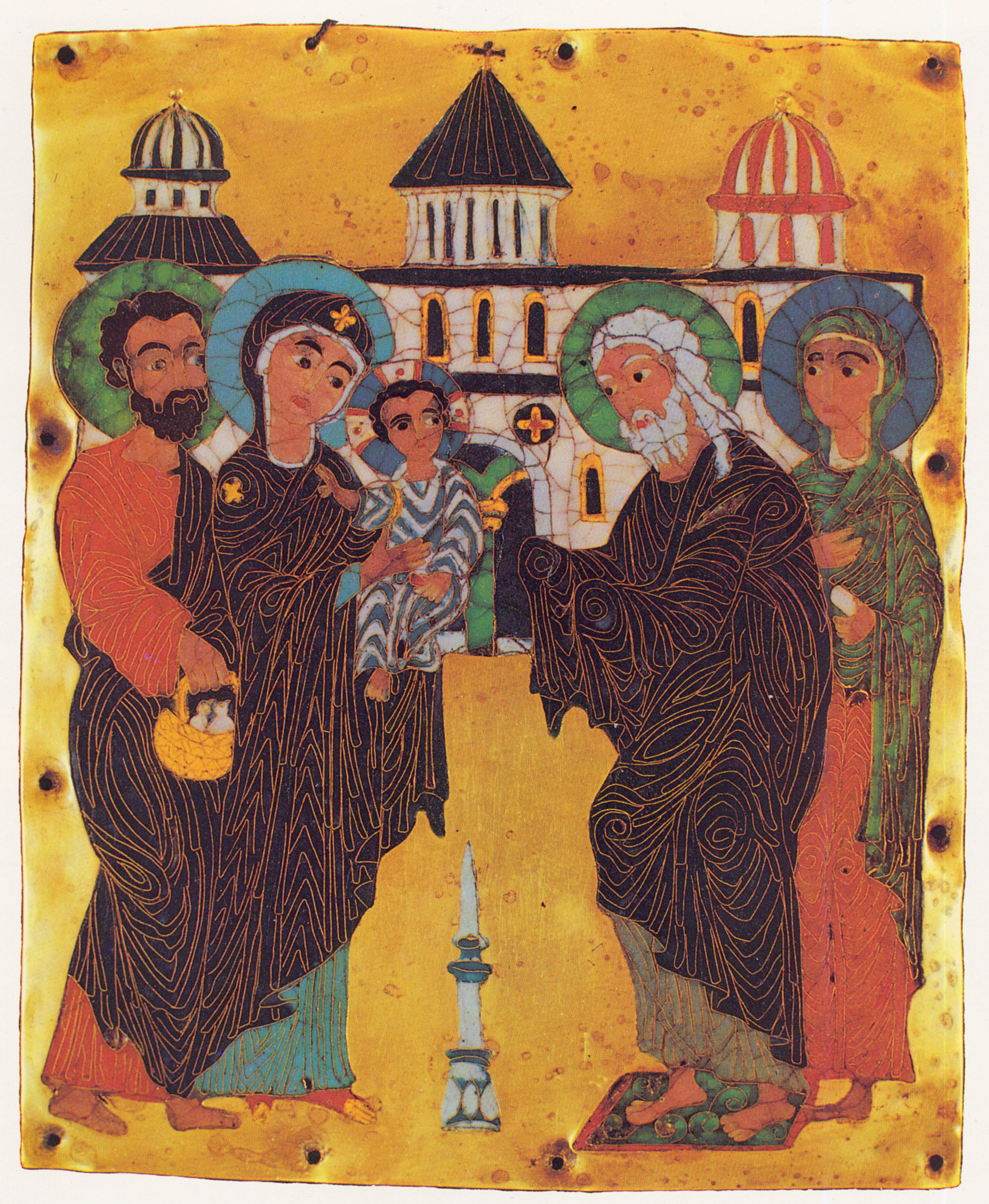
Presentación de Jesús en el Templo, icono de esmalte cloisonné del siglo XII procedente del Georgia.
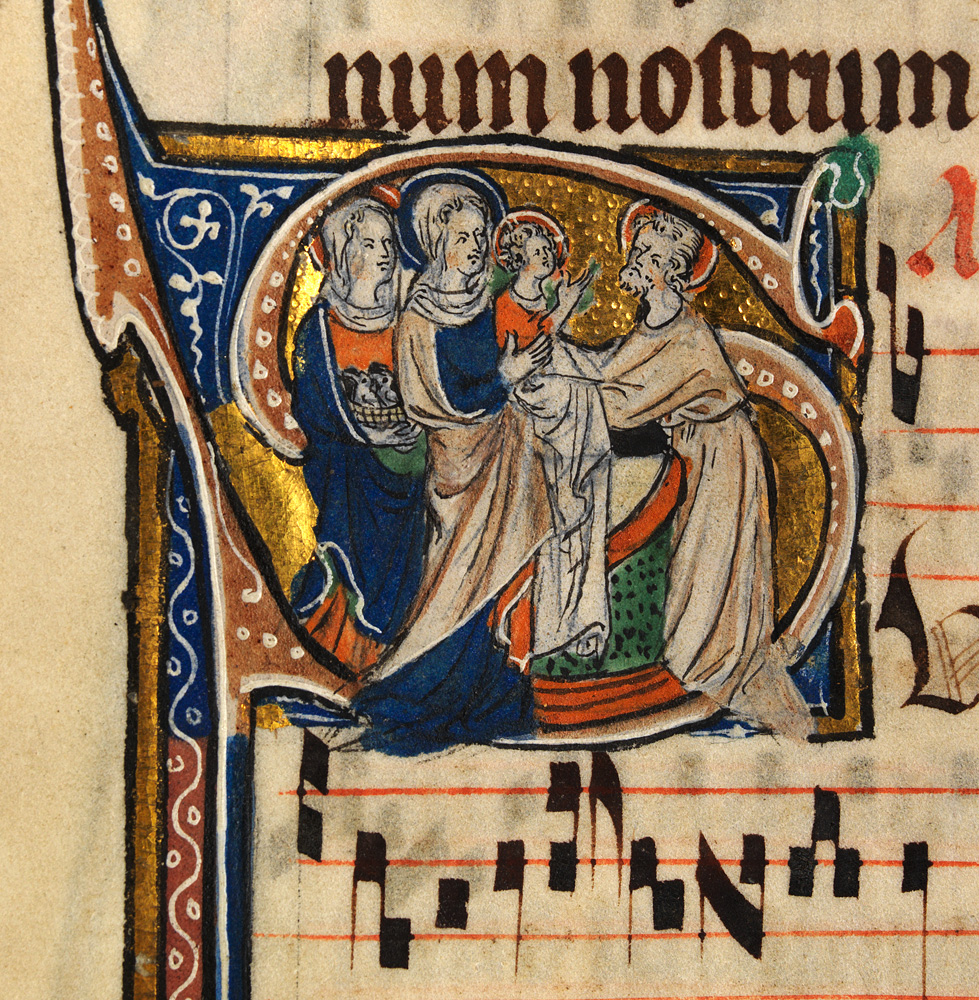
Presentación de Cristo en el Templo, del Misal de Sherbrooke
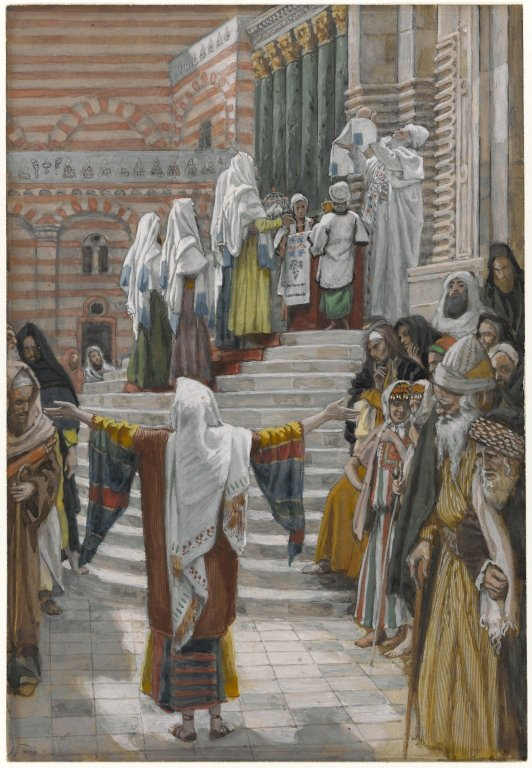
James Tissot, La presentación de Jesús en el Templo (La présentation de Jésus au Temple), Brooklyn Museum
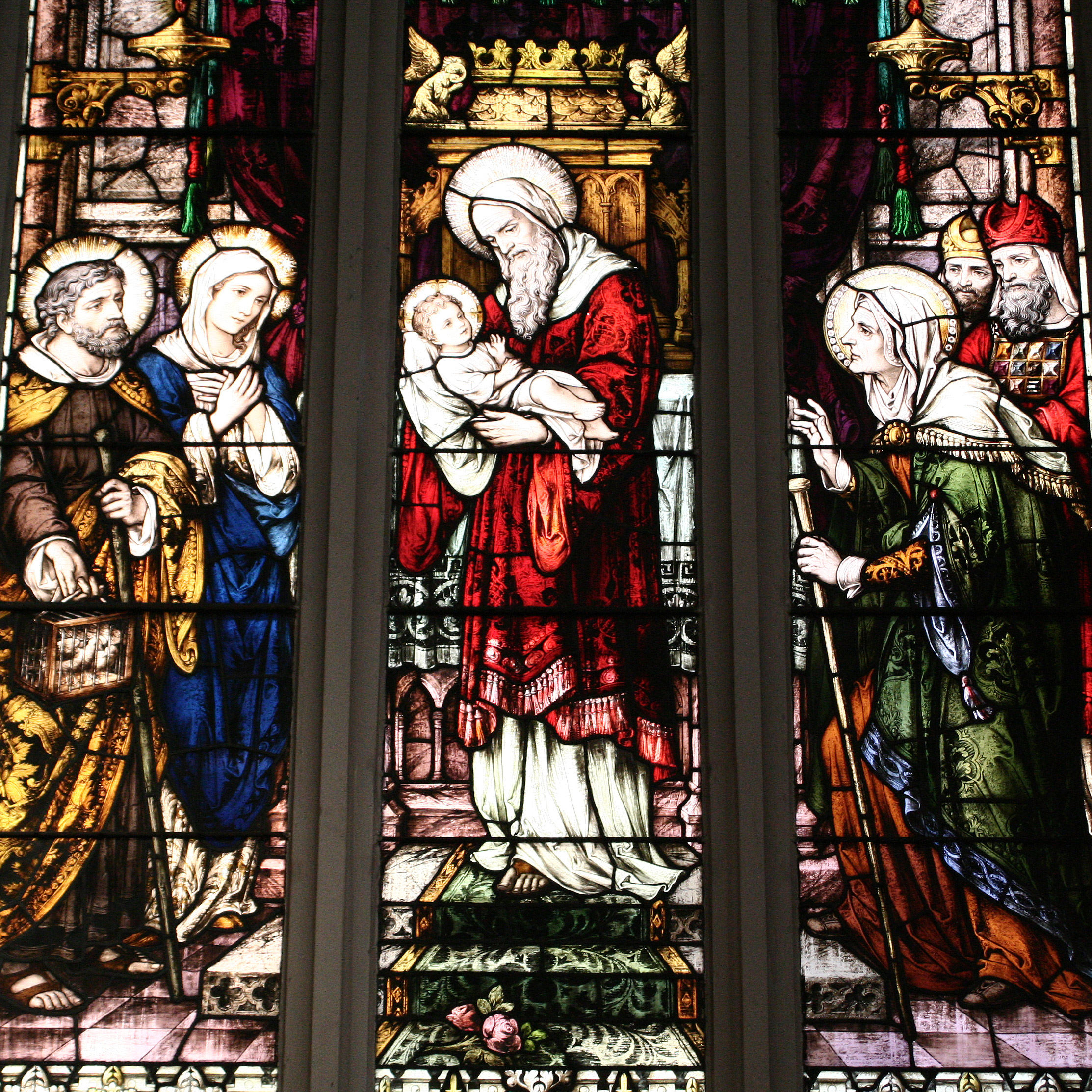
La vidriera de la Catedral de San Miguel (Toronto) representa al Niño Jesús en el Templo
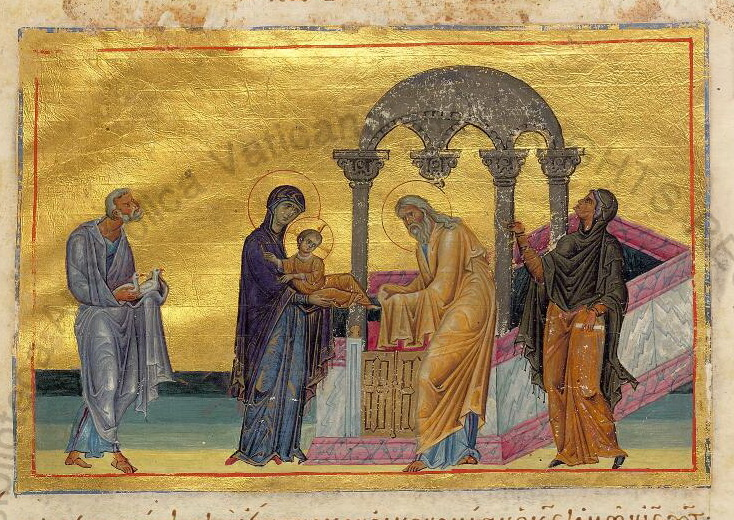
Pintura del Menologio de Basilio II (c. 1000 d.C.)
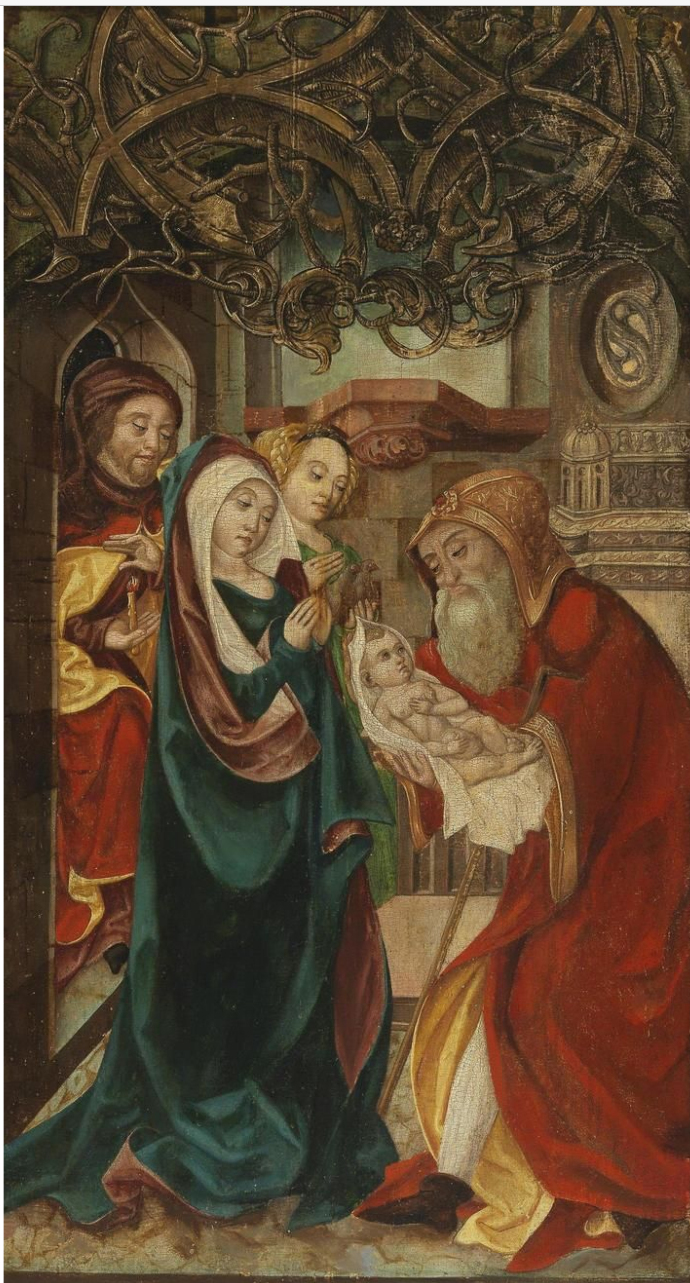
Presentación de Cristo en el Templo, alemán del sur, probable ala de retablo, finales del siglo XV. (Colección privada)